# Bubastis
|  |

Nomos del Bajo Egipto.

Bubastis (Per-Bastet en antiguo egipcio y Tell Basta en árabe) fue una antigua ciudad egipcia, capital del XVIII nomo del Bajo Egipto (Am-Khent), situada cerca de la moderna ciudad de Zaqaziq, en la zona oriental del delta del Nilo. Ha sido identificada con la Phibeseth ("casa de Bastet") de la Biblia. Bubastis está al sudoeste de Tanis, sobre la margen oriental del brazo pelusiaco del Nilo, en las coordenadas 30° 34′ N, 31° 31′ E. 
Fue el principal centro de culto a la diosa felina Bastet. En el siglo V a. C., el historiador griego Heródoto escribió una descripción de la ciudad y de los peregrinos que acudían a rendir culto a la diosa Bastet, con su anual "Fiesta de la embriaguez".

## Historia
Los estratos más antiguos datan del Imperio Antiguo, habiendo referencias a reyes de la IV dinastía, así como templos de la dinastía VI (Teti y Pepy I) y una necrópolis. Durante el Imperio Medio, hubo un gran palacio de adobe (16 000 metros cuadrados) datado en la duodécima dinastía, que tal vez fuera residencia de Amenemhat III, pues un dintel de piedra caliza muestra a este soberano durante su fiesta Heb Sed.
| pr · Z1 | W2 | t · N21 | O49 |

| pr · Z1 | W2 | t · N21 | O49 |

El tercer periodo intermedio de Egipto es su época de mayor prosperidad, sobre todo durante las dinastías XXII y XXIII a partir de que Sheshonq I la convirtiera en residencia real. Su importancia decreció tras la conquista persa de Cambises II en 525 a. C. 
Durante la vigésimo segunda dinastía egipcia la ciudad fue una de las más importantes del delta. Inmediatamente al sur de Bubastis estaban las tierras con las cuales Psamético I recompensó los servicios de sus mercenarios carios y jonios y al norte de la ciudad comenzaba el gran canal que el faraón Necao II construyó entre el Nilo y el mar Rojo. Después de tomar Bubastis, los persas destruyeron sus murallas. A partir de este período declinó gradualmente, aunque aparece en los anales eclesiásticos entre las sedes episcopales de la provincia Augustamnica Secunda. Existe constancia de monedas acuñadas en Bubastis de la época de Adriano. 

Bastet representada con cabeza de leona.

Los templos allí son más espaciosos y más ostentosos que el de Bubastis, pero ninguno tan agradable de contemplar. Excepto en la entrada, Bubastis está rodeada por dos canales del río que llegan hasta la entrada del templo; ninguno de los dos se mezcla con el otro, porque uno va por un lado y el segundo por el otro. Cada canal tiene cien pies de ancho y en sus orillas se alinean los árboles. El propileo mide sesenta pies de altura, y se adorna con esculturas de nueve pies cuya ejecución es excelente. El templo, que está en el centro de la ciudad, se puede ver desde todos los lados mientras que se camina alrededor; y esto ocurre porque la ciudad se ha levantado, mientras que el templo no se ha movido sino que permanece en su lugar original. Alrededor del templo hay un muro, adornado con esculturas. Dentro del recinto hay una arboleda con grandes árboles, plantada alrededor de un gran edificio en el cual está la estatua de Bastet. El templo tiene forma cuadrada, cada lado es de un estadio en longitud. En línea con la entrada hay un camino de piedra de cerca de tres estadios de largo, que conduce hacia el este a través del mercado público. El camino tiene cerca de 400 pies de ancho, y está flanqueado por altos árboles. Conduce al templo de Hermes.
Heródoto, II, 59-60

## Religión
Bubastis era el centro de culto de la diosa Bastet, que los griegos identificaban con Artemisa. El gato era el animal sagrado de la diosa, que se representa con cabeza de gata o de leona, su forma original, y acompaña con frecuencia al dios Ptah en las inscripciones monumentales. Había una necrópolis para gatos momificados utilizados como ofrenda desde la Baja Época y en época grecorromana.
Las características de la ciudad y del nomo de Bubastis giraban en torno a su oráculo de Bastet, el gran templo de esa diosa y la procesión anual en su honor. El oráculo ganó en renombre e importancia después de la afluencia de colonos griegos en el delta, puesto que la identificación de Bastet con Artemisa atrajo a su templo tanto a egipcios como a extranjeros.
El festival de Bubastis era uno de los más alegres y magníficos de todo el calendario egipcio según lo descrito por Heródoto:

Las barcas, llenas de hombres y mujeres, flotaban cauce abajo por el Nilo. Los hombres tocaban flautas de loto, las mujeres con címbalos y panderos, y las que no tenían ningún instrumento acompañaban la música con palmas y danzas y otros gestos alegres. Esto era así mientras estaban en el río, pero cuando llegaron a un pueblo en sus orillas, los peregrinos desembarcaron y las mujeres cantaron, se burlaron jocosamente de las mujeres de ese pueblo y se subieron las faldas a la cabeza. Cuando alcanzaron Bubastis celebraron un solemne banquete: se bebió más vino en esos días que en todo el resto del año. Así era la celebración de este festival; y se cuenta que hasta setecientos mil peregrinos celebraban el banquete de Bastet.

### Restos arqueológicos
Sus ruinas están cerca de la ciudad de Zaqaziq. Se han realizado expediciones arqueológicas a las ruinas en 1886, 1887, y 1906, en la última de las cuales se descubrió una capilla de la sexta dinastía y un templo del siglo VIII a. C.

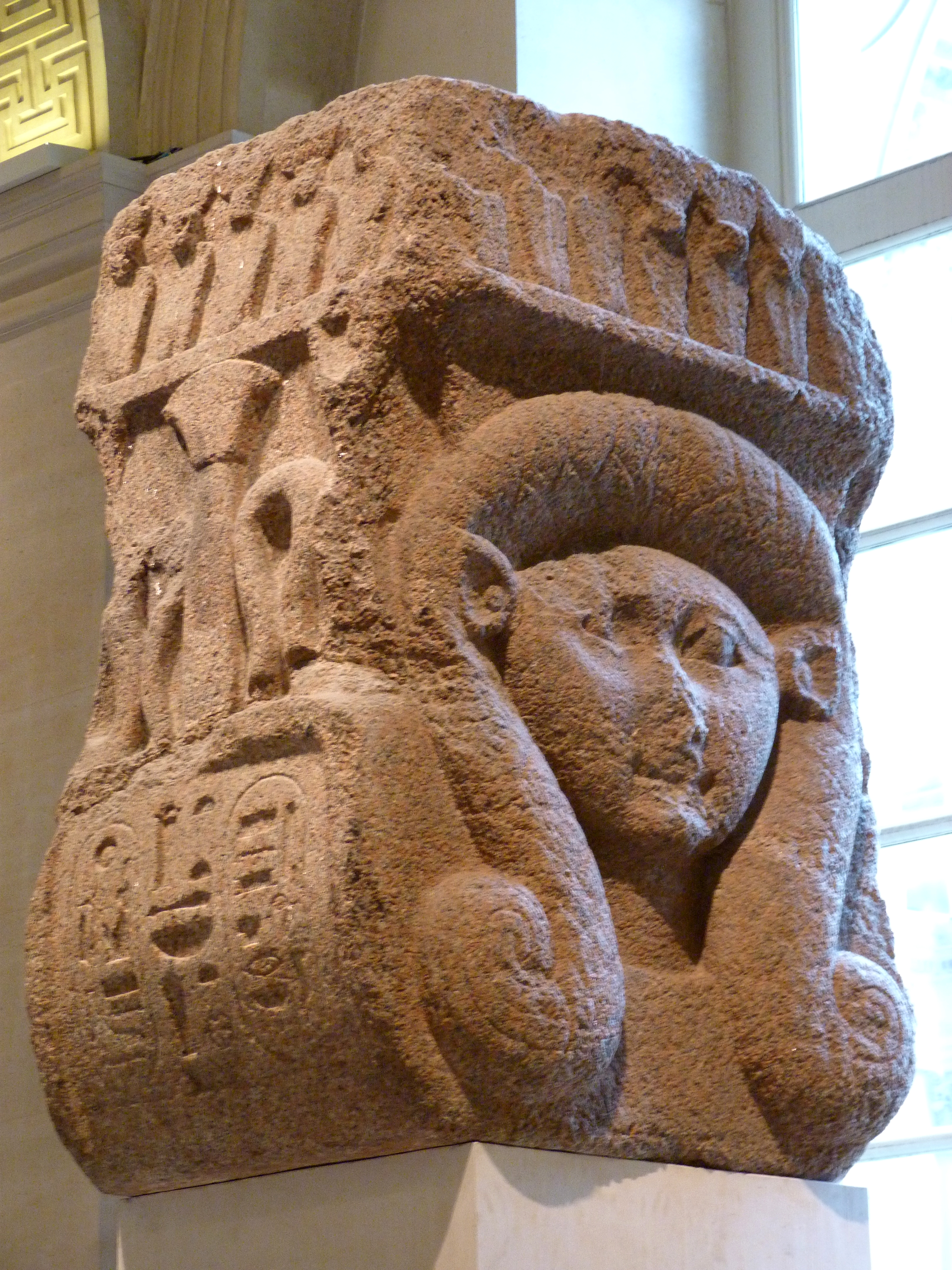
Capitel Hatorico de Bubastis. Museo del Louvre.

Las ruinas atestiguan la magnificencia original de la ciudad. Las murallas miden casi cinco kilómetros. Dentro del recinto principal, donde está la mayor acumulación de ruinas, hay muchos bloques de granito que parecen haber pertenecido a numerosos obeliscos y al propileo. Según Heródoto, la construcción de una barrera de tierra alrededor de la ciudad antigua fue comenzada por un faraón llamado 'Sesostris' y terminada por el invasor etíope 'Sabakos', que empleó a prisioneros para el trabajo. La barrera se pensó para proteger de las inundaciones del Nilo la ciudad, jardines y arboledas. Por el aspecto general de las ruinas y la descripción dada de ella por Heródoto, parece haber sido levantada de manera concéntrica alrededor de los templos de Bastet y Thot (Hermes, para los griegos), de modo que el lugar entero se asemejara al interior de un cono invertido. Los únicos edificios en piedra de Bubastis parecen haber sido los templos y la muralla de granito:
- Templo ka de Teti y Pepi I
- Capillas del Heb Sed de Amenemhat III y Amenhotep III.
- Templo de Bastet, de Osorcón II.
- Templo de Atum, de Osorcón II.
- Templo de Mihos, de Osorcón III.
- Necrópolis de gatos.